# Liste der Biografien/Fru
Liste der Biografien |
Portal Biografien |
Personensuche
# |
A |
B |
C |
D |
E |
F |
G |
H |
I |
J |
K |
L |
M |
N |
O |
P |
Q |
R |
S |
T |
U |
V |
W |
X |
Y |
Z |
?
 
Fa |
Fe |
Ff |
Fh |
Fi |
Fj |
Fk |
Fl |
Fm |
Fn |
Fo |
Fr |
Ft |
Fu |
Fy
 
Fra |
Frc |
Fre |
Frg |
Fri |
Frk |
Frl |
Fro |
Frr |
Fru |
Fry
Die Liste der Biografien führt alle Personen auf, die in der deutschsprachigen Wikipedia einen Artikel haben. Dieses ist eine Teilliste mit 201 Einträgen von Personen, deren Namen mit den Buchstaben „Fru“ beginnt.

## Fru
- Fru Ndi, John (1941–2023), kamerunischer Politiker (SDF)
- Fru, Sananda (* 2003), deutscher Basketballspieler

### Frua
- Frua, Pietro (1913–1983), italienischer Automobildesigner

### Fruc
- Fruchaud, Lucien (* 1934), französischer Geistlicher, emeritierter Bischof von Saint-Brieuc
- Frucht, Adolf-Henning (1913–1993), deutscher Arzt und Physiologe
- Frucht, Roberto (1906–1997), deutsch-chilenischer Mathematiker
- Frucht, Stephan (* 1972), deutscher Kulturmanager und Musiker
- Früchte, Jürgen-Christian (1919–1958), deutscher Landwirt, Kaufmann und Politiker (DP/DRP), MdL
- Fruchtenbaum, Arnold (* 1943), US-amerikanischer evangelikaler Theologe
- Früchtenicht, Christian (1889–1971), deutscher Politiker (SPD), MdBB
- Früchtl, Christian (* 2000), deutscher FußballtorhüterChristian Früchtl (* 2000)

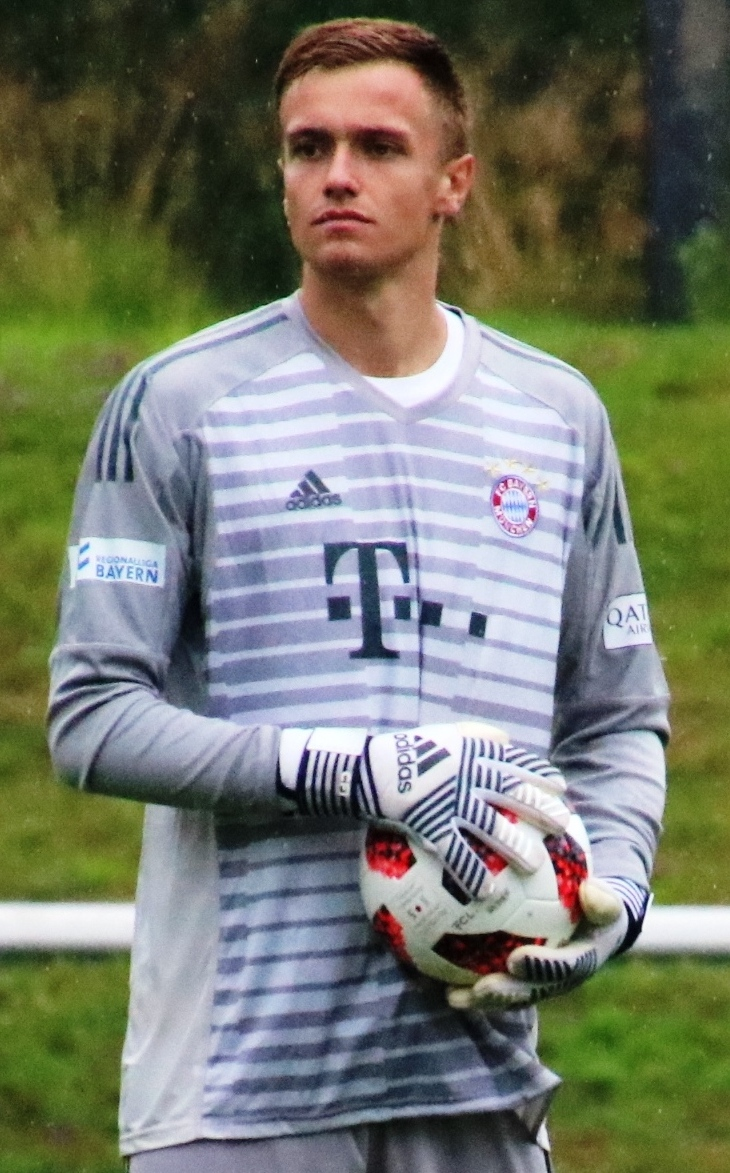
Christian Früchtl (* 2000)

- Früchtl, Josef (* 1954), deutscher Philosoph und Hochschullehrer
- Früchtl, Tom (* 1966), deutscher Künstler
- Fruchtman, Lisa (* 1948), US-amerikanische Filmeditorin
- Fruchtmann, Benno (1913–2004), deutsch-israelischer Schriftsteller
- Fruchtmann, Karl (1915–2003), deutscher Regisseur, Autor und Filmemacher
- Fruchtmax, deutscher Rapper
- Fruck, Georg (* 1948), deutscher Politiker (Bündnis 90/Die Grünen), MdL
- Fruck, Hans (1911–1990), deutscher Politiker (SED)
- Fruck, Norbert (* 1957), deutscher Fußballspieler
- Fructuosus († 259), erster Bischof des weströmischen Tarraco
- Fructuosus von Braga, Bischof von Braga und Erzbischof von Galicien

### Frud
- Frudakis, Zenos (* 1951), US-amerikanischer Bildhauer
- Früdden, Johannes (1851–1919), deutscher Kapitän

### Frue
- Fruean, Brianna (* 1998), neuseeländische Umweltaktivistin
- Frueauf, Rueland der Ältere († 1507), Maler der Renaissance
- Frueauf, Rueland der Jüngere († 1547), deutscher Maler der Renaissance
- Fruehauf, Hugo (* 1939), US-amerikanischer Ingenieur
- Fruela I. (722–768), König von Asturien (757–768)
- Fruela II. († 925), König von Asturien und León
- Fruelund, Katrine (* 1978), dänische Handballspielerin
- Fruensgaard, Line (* 1978), dänische Handballspielerin
- Fruergaard, Maiken (* 1995), dänische Badmintonspielerin
- Frueth, Ivo (1803–1874), deutscher Politiker

### Frug
- Frug, Simon (1859–1916), russischer jüdischer Volksdichter
- Frugardi, Roger, lombardischer Wundarzt und Chirurg
- Fruggel, Willy (1885–1957), deutscher Politiker (NSDAP), MdR
- Frugoni, Emilio (1880–1969), uruguayischer Politiker, Jurist, Dichter, Essayist und Journalist
- Frugoni, Francesco Fulvio (* 1620), italienischer Schriftsteller

### Fruh
- Früh Langraf, Eva (1919–2009), österreichische Schauspielerin
- Früh, Dölf (* 1952), Schweizer Unternehmer und Sportfunktionär
- Früh, Eckart (1942–2014), österreichischer Literaturhistoriker und Archivar
- Früh, Eugen (1914–1975), Schweizer Maler, Grafiker und Illustrator
- Früh, Giovanni (1937–2003), Schweizer Schauspieler
- Früh, Hans-Rudolf (* 1936), Schweizer Politiker (FDP)
- Früh, Isidor (1922–2002), deutscher Landwirt und Politiker (CDU), MdB, MdEP
- Früh, Jacob (1867–1937), Schweizer Architekt in Stuttgart
- Früh, Jessica (* 1956), Schweizer Schauspielerin
- Früh, Johann Jakob (1852–1938), Schweizer Geograph und Hochschullehrer
- Früh, Katja (* 1953), Schweizer Schauspielerin, Regisseurin und Dramaturgin
- Früh, Kurt (1915–1979), Schweizer Filmregisseur
- Früh, Magdalena (* 2000), österreichische Triathletin
- Früh, Margrit (* 1941), Schweizer Kunsthistorikerin
- Früh, Otto (1866–1944), deutscher Politiker (DDP)
- Früh, Peter Josef (1862–1915), deutscher Braumeister
- Früh, Sigrid (1935–2016), deutsche Sagen- und Märchenforscherin
- Früh, Werner (1947–2023), deutscher Soziologe, Kommunikations- und Medienwissenschaftler
- Frühauf, Anton (1914–1999), italienischer Juwelier
- Frühauf, Auguste (1810–1852), deutsche Kinderdarstellerin und Theaterschauspielerin
- Frühauf, Axel (* 1977), deutscher Architekt
- Frühauf, Conny, deutsche Journalistin und Autorin
- Frühauf, Frank (* 1968), deutscher Kommunalpolitiker (CDU)
- Frühauf, Hans (1904–1991), deutscher Elektrotechniker mit dem Spezialgebiet Hochfrequenztechnik
- Frühauf, Iveta (* 1988), slowakische Eishockeyspielerin und -trainerin
- Frühauf, Julius (1829–1898), deutscher Nationalökonom, Hochschullehrer und Politiker (NLP), MdR
- Frühauf, Klaus (1933–2005), deutscher Science-Fiction-Autor
- Frühauf, Ludwig (1888–1950), deutscher Politiker (Völkischer Block)
- Frühauf, Manfred (1950–2019), deutscher Geograf, Geoökologe und Leichtathlet
- Frühauf, Norbert (* 1958), deutscher Politiker (AfD, Partei Rechtsstaatlicher Offensive), MdHB
- Frühauf, Paul (1862–1916), deutscher Jurist und Politiker
- Frühauf, Peter (* 1982), slowakischer Eishockeyspieler und -trainer
- Frühauf, Sarah, deutsche Journalistin, Politikwissenschaftlerin, Korrespondentin im ARD-HauptstadtstudioSarah Frühauf

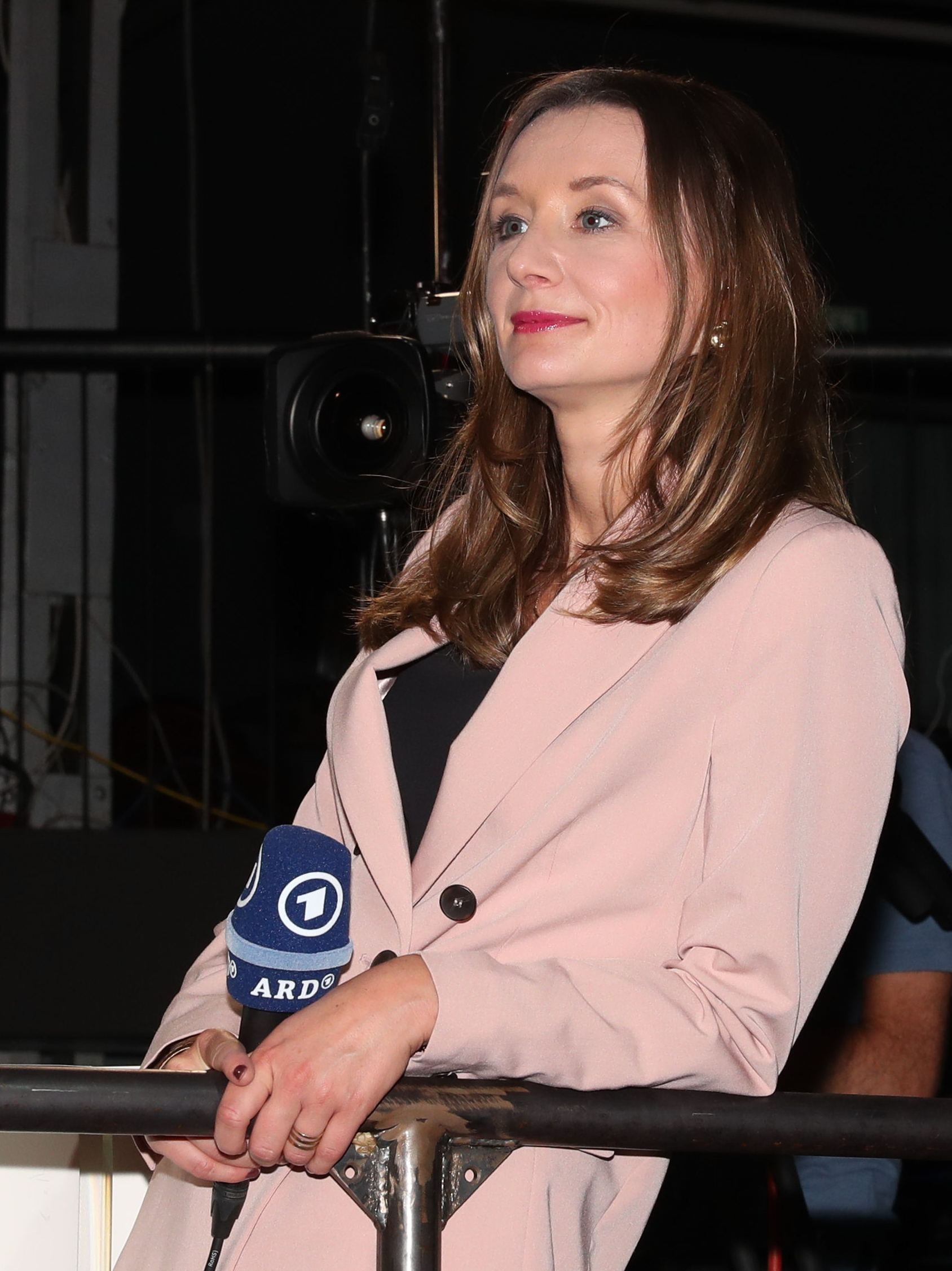
Sarah Frühauf

- Fruhauf, Siegfried A. (* 1976), österreichischer Filmschaffender
- Frühauf, Stefan (* 1964), deutscher Arzt und Wissenschaftler
- Frühbauer, Erwin (1926–2010), österreichischer Werkmeister und Politiker (SPÖ), Landtagsabgeordneter, Abgeordneter zum Nationalrat
- Frühbauer, Simon (* 1988), österreichischer Volleyball- und Beachvolleyballspieler
- Frühbeck de Burgos, Rafael (1933–2014), spanischer Dirigent
- Frühbeis, Lisa (* 1987), deutsche Comiczeichnerin
- Frühbeis, Stefan (* 1979), deutscher Fußballspieler
- Frühbeißer, Stefan (* 1969), deutscher Politiker (Freie Wähler), MdL
- Frühbottin, Prista († 1540), Opfer der Hexenprozesse in Wittenberg
- Frühbrodt, Lutz (* 1962), deutscher Publizist und Medienkritiker
- Frühbuss, Ernst von (1794–1864), preußischer Landrat des Kreises Malmedy
- Frühbuss, Oswald von (1839–1899), preußischer Landrat des Kreises Malmedy
- Frühhaber, Klaus (* 1939), deutscher Generalmajor der Bundeswehr
- Frühling, Carl (1839–1912), deutscher Architekt und Baubeamter
- Frühling, Carl (1868–1937), österreichischer Komponist und Pianist
- Frühling, Emma (1867–1936), deutsche Theaterschauspielerin
- Frühling, Ludwig (1833–1906), deutscher Architekt des Historismus
- Frühling, Tim (* 1975), deutscher Krimiautor sowie RadiomoderatorTim Frühling (* 1975)

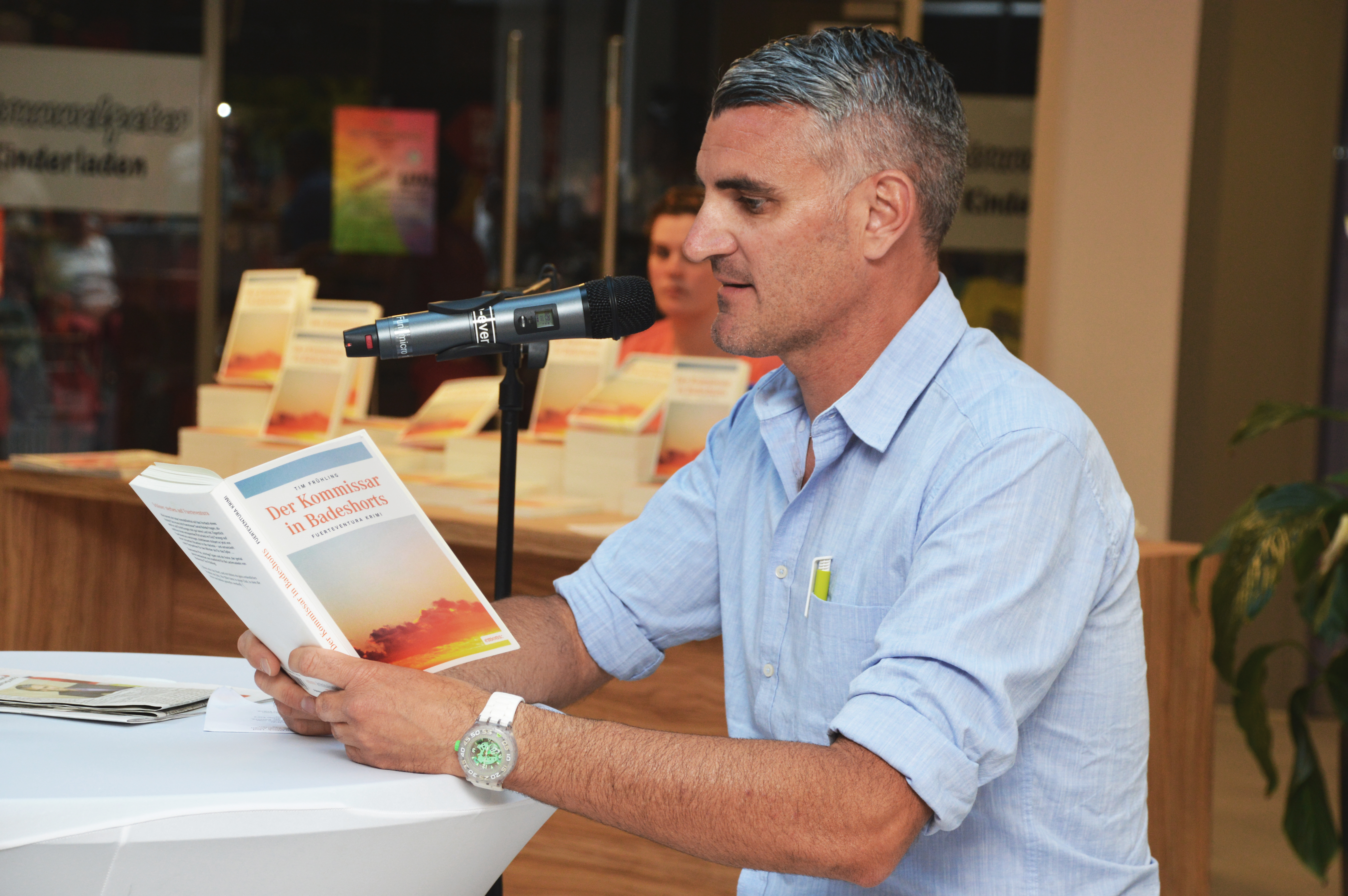
Tim Frühling (* 1975)

- Frühling-Gerlach, Claire (1910–1994), deutsche Konzertsängerin und Musikprofessorin
- Frühlingová, Iva (* 1982), tschechisches Model und Sängerin
- Fruhmann, Johann (1928–1985), österreichischer Maler
- Fruhmann, Manfred (* 1956), österreichischer Fußballspieler
- Frühmann, Thomas (* 1951), österreichischer Springreiter
- Frühmesser, Lisa (* 1992), österreichische Politikerin (FPÖ) und Studentin
- Fruhner, Otto (1893–1965), deutscher Offizier, Jagdfliegerass im Ersten Weltkrieg
- Fruhnert, Erich (* 1912), deutscher Maler und Widerstandskämpfer gegen den Nationalsozialismus
- Frühsammer, Peter (* 1959), deutscher Koch
- Frühsammer, Sonja (* 1969), deutsche Köchin
- Frühschütz, Gertrud (1906–1990), deutsche Politikerin (KPD), MdL
- Frühsorger, Carl Robert (1915–2006), deutscher Arzt und Kulturenthusiast
- Fruhstorfer, Franz (1910–1986), österreichischer Politiker (SPÖ); Bundesrat
- Fruhstorfer, Hans (1866–1922), deutscher Entomologe, Insektenhändler und Forschungsreisender
- Frühstück, Lukas (* 1991), österreichischer Handballspieler
- Frühstück, Roland (* 1958), österreichischer Politiker (ÖVP), Landtagsabgeordneter
- Fruhtrunk, Günter (1923–1982), deutscher Maler und Grafiker
- Fruhvirtová, Brenda (* 2007), tschechische TennisspielerinBrenda Fruhvirtová (* 2007)

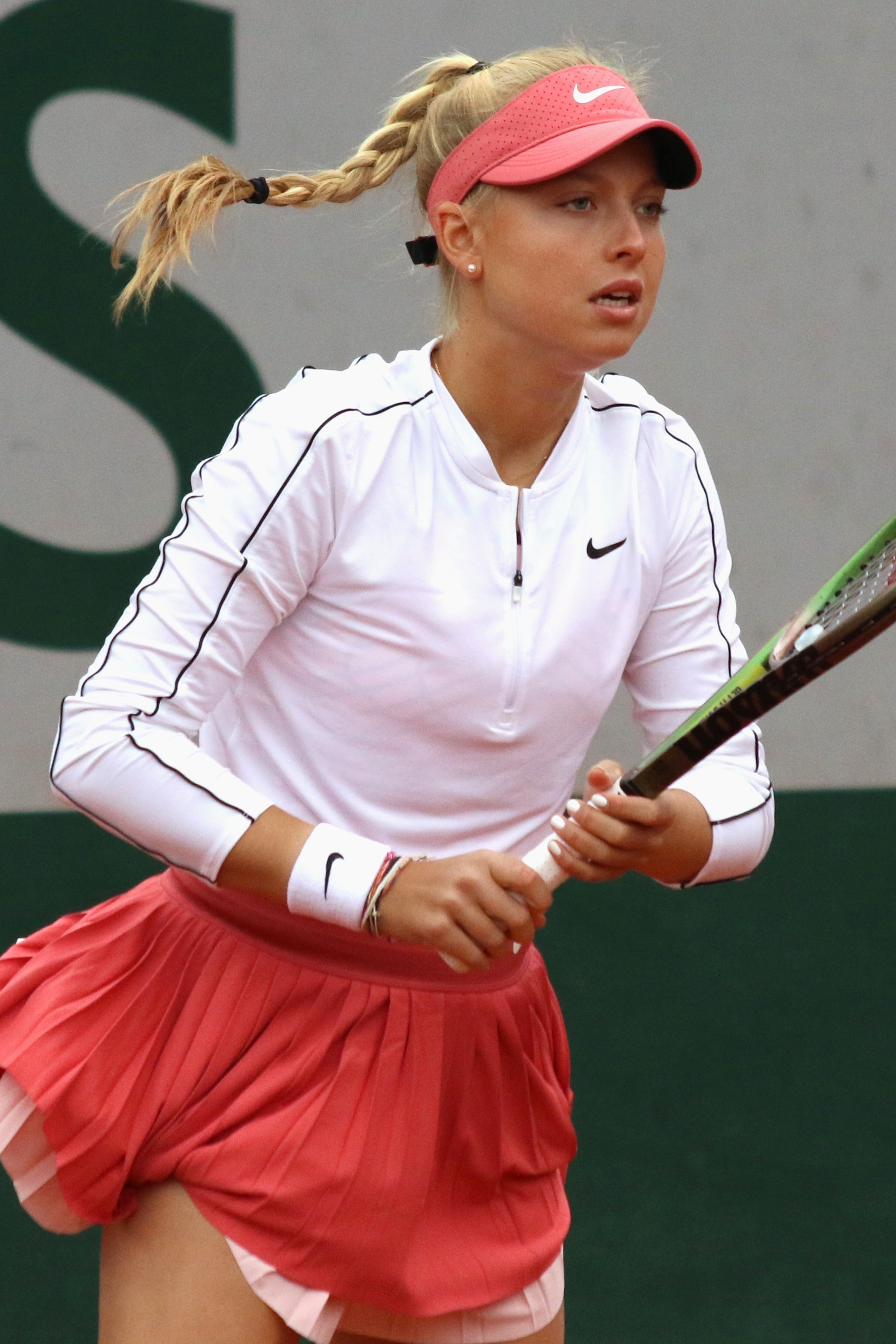
Brenda Fruhvirtová (* 2007)

- Fruhvirtová, Linda (* 2005), tschechische TennisspielerinLinda Fruhvirtová (* 2005)

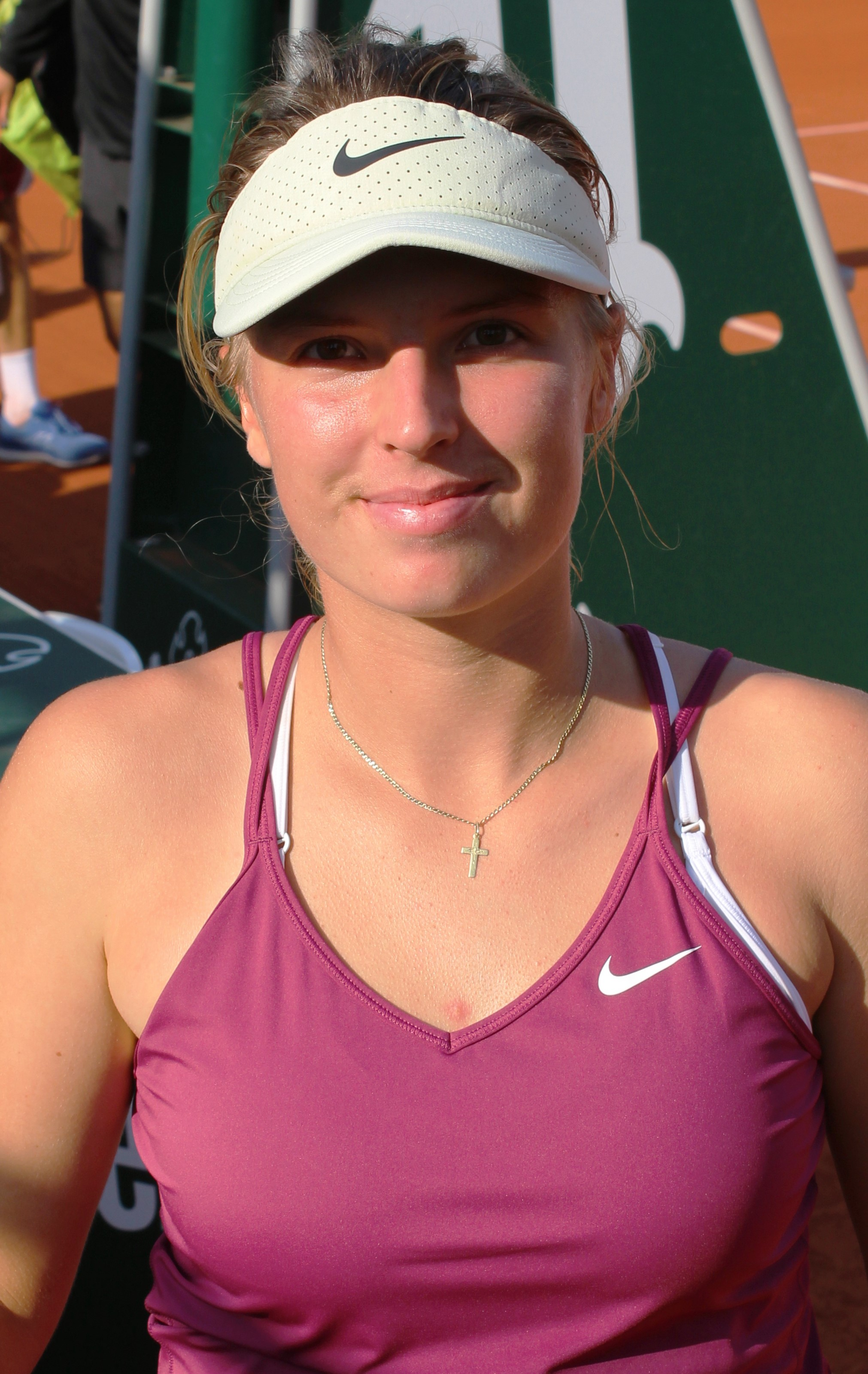
Linda Fruhvirtová (* 2005)

- Frühwald, Konrad (1890–1970), deutscher Politiker (DNVP, FDP), MdB, MdL
- Frühwald, Konrad (1920–1981), deutscher Landwirt und Politiker (BP, CSU), Landrat und MdL Bayern
- Frühwald, Wolfgang (1935–2019), deutscher Literaturwissenschaftler, Wissenschafts-Manager
- Frühwirt, Juliane (* 1998), deutsche Biathletin
- Frühwirt, Martha (1924–1998), österreichische Selbsthilfegruppe-Gründerin
- Frühwirt, Stephanie (* 1980), deutsche Eishockeyspielerin
- Frühwirth, Alexander (* 1969), österreichischer Triathlet
- Frühwirth, Andreas Franz (1845–1933), österreichischer Kurienkardinal
- Frühwirth, Eduard (1908–1973), österreichischer Fußballspieler und -trainer
- Frühwirth, Hermine (1909–1991), österreichische Architektin
- Frühwirth, Johann (1640–1701), österreichischer Bildhauer
- Frühwirth, Josef (1907–1944), österreichischer Fußballspieler
- Frühwirth, Josef (1929–2007), österreichischer Hochschullehrer und Politiker (ÖVP), Abgeordneter zum Nationalrat, Mitglied des Bundesrates
- Frühwirth, Michael (1891–1958), österreichischer Gewerkschaftssekretär und Politiker (SDAP, SPÖ), Abgeordneter zum Nationalrat
- Frühwirth, Samuel (1876–1951), deutscher Politiker, Rechtsanwalt und Volkstumspfleger
- Frühwirth, Simon (* 2000), österreichischer Schauspieler
- Frühwirth, Thomas (* 1981), österreichischer Behindertensportler
- Frühwirth-Schnatter, Sylvia (* 1959), österreichische Statistikerin und Hochschullehrerin

### Frui
- Fruin, Jacobus Anthonie (1829–1884), niederländischer Rechtswissenschaftler
- Fruin, Nick (* 1970), englischer Snookerspieler
- Fruin, Robert Jacob (1823–1899), niederländischer Historiker

### Frul
- Frullani, Giuliano (1795–1834), italienischer Mathematiker
- Frullani, Leonardo (1756–1824), italienischer Politiker
- Frulovisi, Tito Livio, italienischer Humanist

### Frum
- Frum, David (* 1960), kanadisch-US-amerikanischer Journalist und RedenschreiberDavid Frum (* 1960)

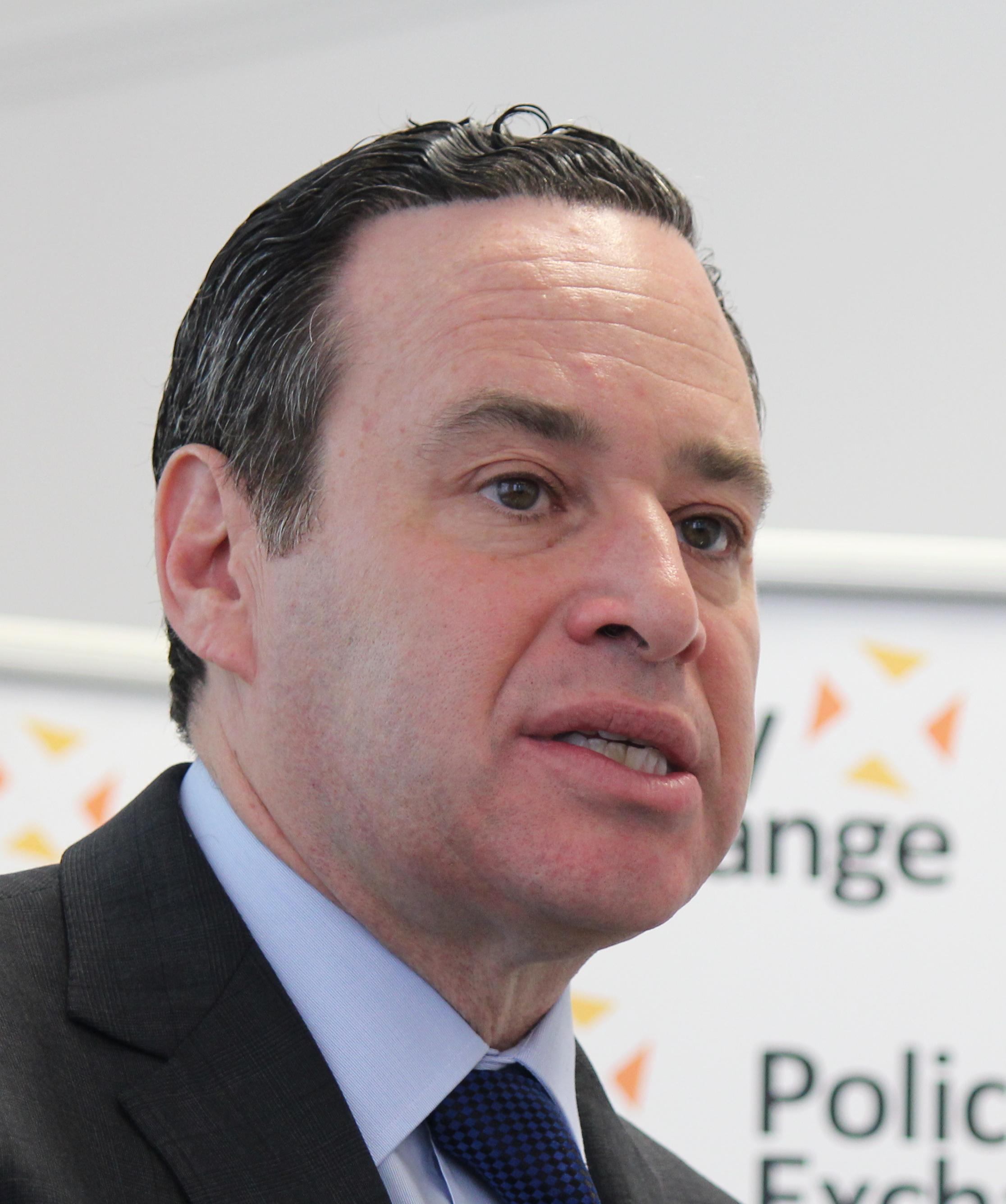
David Frum (* 1960)

- Frúmboli, Mariano, argentinischer Tangotänzer
- Frumenkow, Georgi Georgijewitsch (1919–1989), sowjetischer russischer Historiker, Regionalhistoriker und eine Persönlichkeiten des öffentlichen Lebens
- Frumentius, Apostel von Äthiopien, Heiliger und Gründer der Äthiopischen Kirche
- Frumerie, Agnes (1869–1937), schwedische Bildhauerin
- Frumerie, Gunnar de (1908–1987), schwedischer Pianist und Komponist
- Frumerie-Luthander, Carin de (1911–1974), schwedische Cellistin
- Fruminius, Bischof von León
- Frumkin, Alexander Naumowitsch (1895–1976), russischer Chemiker
- Frumkin, Israel Dow (1850–1914), Journalist und Autor
- Frumkin, Marla (* 1950), US-amerikanische Schauspielerin und Synchronsprecherin
- Frumkina, Marija Jakowlewna (1880–1943), russische bzw. sowjetische Publizistin
- Frumold, Konrad († 1339), Regensburger Patrizier

### Frun
- Fründ, Anna (* 1861), deutsche Malerin
- Fründ, Dietrich, stadthannoverscher und bremischer Münzmeister
- Fründ, Hans, Schweizer Chronist und Historiker
- Fründ, Heinrich (1880–1952), deutscher Chirurg
- Frunda, György (* 1951), rumänischer Rechtsanwalt und Politiker, Abgeordneter und Senator
- Frunder, Horst (1919–2012), deutscher Chemiker, Biochemiker, Arzt und Hochschullehrer
- Frundsberg, Georg von (1473–1528), deutscher Soldat und LandsknechtsführerGeorg von Frundsberg (1473–1528)

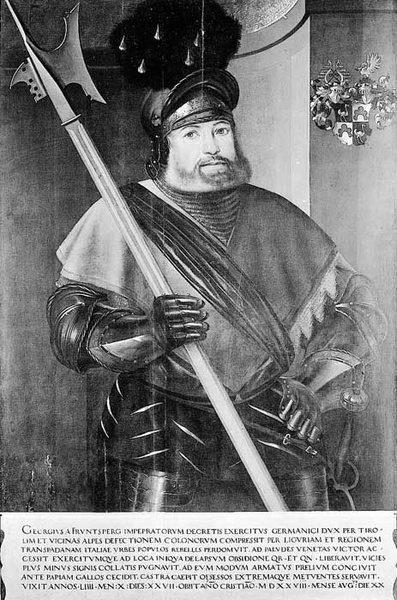
Georg von Frundsberg (1473–1528)

- Frundsberg, Kaspar von (1501–1536), deutscher Soldat und Landsknechtsführer
- Frundsberg, Melchior von (1507–1528), Domherr von Augsburg, Hauptmann
- Frundsberg, Ulrich von († 1493), Fürstbischof von Trient
- Fründt, Bodo (1945–2014), deutscher Filmjournalist, Filmkritiker und Autor
- Fründt, Edith (1927–2015), deutsche Kunsthistorikerin
- Fründt, Kirsten (1967–2022), deutsche Politikerin (SPD)
- Fründt, Per-Olaf (* 1968), deutscher Basketballspieler
- Fründt, Theodor (1897–1984), deutscher Politiker (NSDAP), Jurist, MdR, Hauptabteilungsleiter im Reichskommissariat Ostland
- Frunse, Michail Wassiljewitsch (1885–1925), sowjetischer General während des russischen Bürgerkrieges
- Frunză, Sorin (* 1978), rumänischer Fußballspieler
- Frunză, Viorel (* 1979), moldauischer Fußballspieler
- Frunzăverde, Sorin (1960–2019), rumänischer Politiker
- Frunzeanu, Marian (* 1981), rumänischer Straßenradrennfahrer
- Frunzulică, Doru-Claudian (* 1959), rumänischer Politiker

### Frus
- Fruscella, Tony (1927–1969), amerikanischer Jazztrompeter des Bebop und Hardbop
- Frusciante, John (* 1970), US-amerikanischer GitarristJohn Frusciante (* 1970)

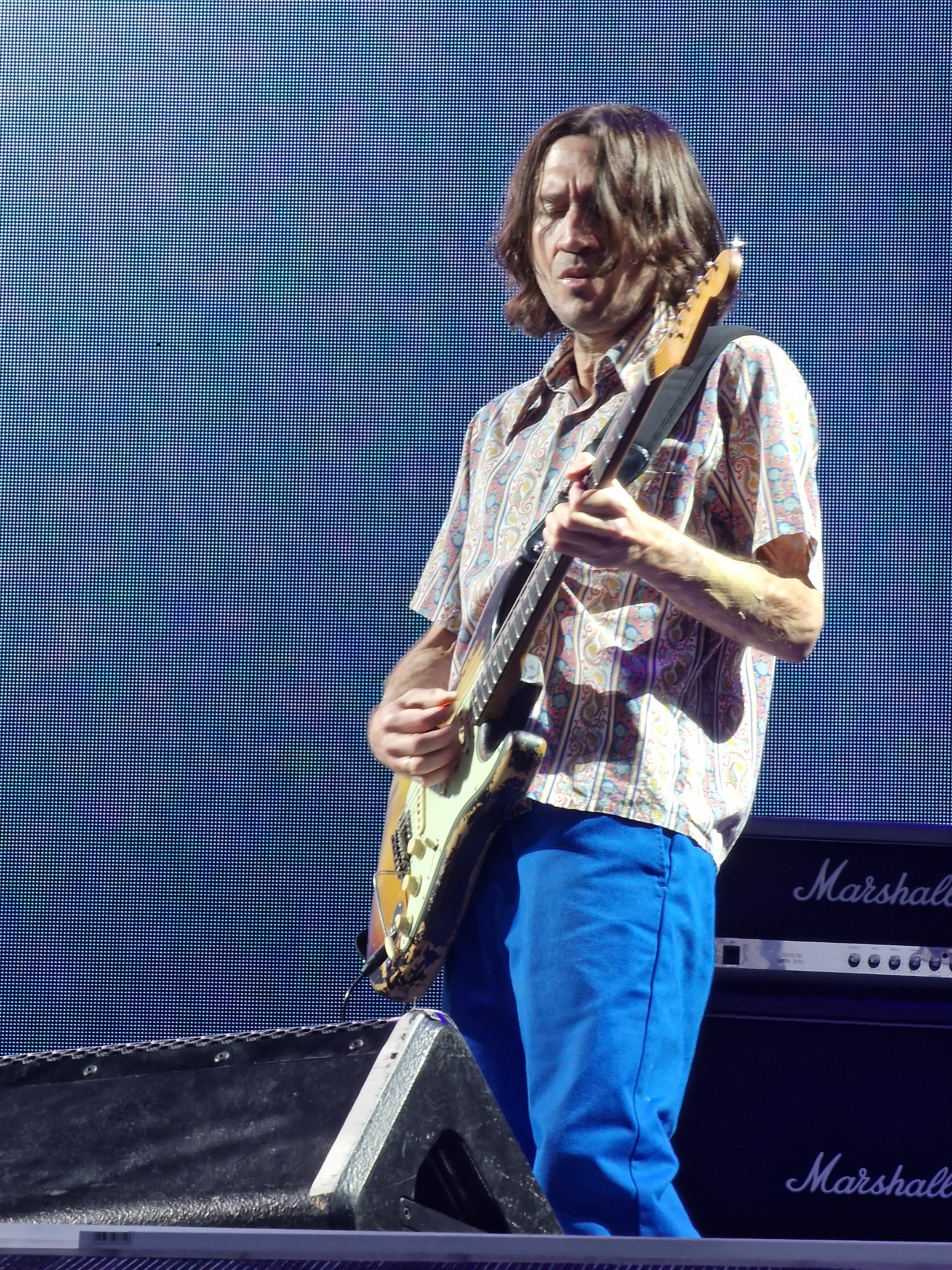
John Frusciante (* 1970)

- Frusetta, Peter (1932–2020), US-amerikanischer Politiker
- Frusina, Alexander (* 2005), US-amerikanischer Tennisspieler
- Frusoni, Sergio (1901–1975), kap-verdischer Poet
- Frustaci, Pasquale (1901–1971), italienischer Komponist von Liedern, Revue- und Filmmusik
- Frustalupi, Mario (1942–1990), italienischer Fußballspieler
- Frusto, Henry (* 1986), italienischer Straßenradrennfahrer
- Frustøl, Tone Gunn (* 1975), norwegische Fußballspielerin
- Früstük, Robert (* 1973), österreichischer Fußballspieler und Trainer

### Frut
- Frutaz, Aimé-Pierre (1907–1980), italienischer Geistlicher, Kirchenhistoriker und Kurienbeamter
- Fruteau, Jean-Claude (1947–2022), französischer Politiker (Parti socialiste), Mitglied der Nationalversammlung, MdEP
- Frütel, Christian (* 1969), deutscher Eishockeytorwart
- Fruth, Albert (1885–1972), deutscher Verwaltungsjurist und Ministerialbeamter
- Fruth, Barbara (* 1964), deutsche Ökologin und Evolutions-Anthropologin
- Fruth, Brigitte (* 1966), deutsche Kirchenmusikerin
- Fruth, Josef (1910–1994), deutscher Maler, Graphiker, Lyriker und Schriftsteller sowie Illustrator von Zeitungen und Büchern
- Fruth, Willi (1925–2014), deutscher Jazzmusiker, Musikproduzent und -verleger
- Frutiger, Adrian (1928–2015), Schweizer Schriftgestalter
- Frutiger, Johannes (1836–1899), Schweizer Kaufmann und Bankier in Jerusalem
- Frutiger, Martin (* 1977), Schweizer Oboist und Englischhornist
- Frutolf von Michelsberg († 1103), deutscher Mönch und Chronist
- Fruton, Joseph S. (1912–2007), polnisch-US-amerikanischer Biochemiker und Chemiehistoriker
- Frutos, spanischer Einsiedler, Heiliger
- Frutos, Juan Manuel (1879–1960), paraguayischer Journalist, Richter und Politiker
- Frutos, Nicolás (* 1981), argentinischer Fußballspieler
- Frutos, Rodrigo (* 2003), paraguayischer Fußballtorhüter
- Frutschi, Friedrich (1892–1981), Schweizer Bildhauer
- Fruttero, Carlo (1926–2012), italienischer Schriftsteller, Verlagslektor, Übersetzer und Publizist
- Fruttero, John Paul (* 1981), US-amerikanischer Tennisspieler
- Frutuoso de Melo, Fernando (* 1955), portugiesischer EU-Beamter und Generaldirektor

### Fruw
- Fruwein, Martin († 1621), Prager Bürger, Teilnehmer am böhmischen Ständeaufstand (1618)
- Fruwirth, Carl (1810–1878), österreichischer Genre- und Historienmaler
- Fruwirth, Carl (1862–1930), österreichischer Agrarwissenschaftler